# Mairie d’Aubervilliers
Mairie d’Aubervilliers (Plaine des Vertus) – stacja końcowa dwunastej linii i budowana stacja piętnastej linii paryskiego metra. Stacja znajduje się w gminie Aubervilliers. Stację otwarto 31 maja 2022 roku w ramach przedłużenia trasy od stacji Front populaire do stacji Mairie d’Aubervilliers na linii zielonej; otwarcie na linii bordowej planowane jest na 2030 rok.